# Kainah
I Kainah, Káínaa o "Sangue" costituiscono il gruppo centrale della Confederazione Niitsítapi; insieme ai Kainah, gli altri componenti della Confederazione sono i Pikuni o Pikaani (artificialmente divisi dal confine tra Canada e U.S.A. in Pikuni Settentrionali, chiamati nel Canada Peigan o Aapátohsipikáni e Pikuni Meridionali, conosciuti negli Stati Uniti anche come Piikáni o Aamsskáápipikani), e i Siksiká o "Mocassini Neri", la traduzione del cui nome viene impropriamente usata come volgare denominazione dell'intera confederazione.
Al tempo in cui fu firmato, al guado di Blackfoot Crossing sul Bow River, il trattato N. 7 (1877) il territorio Niitsítapi aveva il proprio centro nelle Cypress Hills (sul versante settentrionale del confine tra U.S.A. e Canada), frequentate dagli stessi Kainah, e i Kainah erano stanziati lungo il South Saskatchewan River presso il fiume Oldman, ad ovest di Lethbridge, Alberta, Canada, ad est delle tribù Aapátohsipikáni e nord delle tribù Aamsskáápipikani e a sud delle tribù Siksika. Nel 1877 ai Niitsitapi, che cedevano un'area pari a circa 50.000 miglia quadrate tra le Cypress Hills e le Rocky Mountains, veniva riconosciuto, insieme al diritto di cacciare nelle terre cedute, ad ogni divisione fu assegnato, come riserva, un territorio corrispondente a un miglio quadrato per ogni famiglia di cinque persone; inoltre, ad ogni uomo, donna o bambino sarebbero state pagate una somma "una tantum" pari a 12 dollari e una annuale pari a cinque dollari, a ogni capo sarebbe stato pagato un salario annuale di 25 dollari per i capi principali e di 15 dollari per i capi minori oltre a un fucile Winchester e, ogni tre anni, un corredo di coperte; il Governo si impegnava anche a fornire annualmente beni per un valore di 2.000 dollari, più un certo numero, concordato, di capi di bestiame, attrezzi agricoli, utensili, ecc.. Nel 1878, però, i Kainah furono trasferiti in una riserva separata lungo il Belly River.